# Spathochlamys vestalis
Spathochlamys vestalis är en musselart som först beskrevs av Reeve 1853.  Spathochlamys vestalis ingår i släktet Spathochlamys och familjen kammusslor. Inga underarter finns listade i Catalogue of Life.